# Millançay
Millançay [milɑ̃sɛ] est une commune française située dans le département de Loir-et-Cher en région Centre-Val de Loire.
Localisée au sud-est du département, la commune fait partie de la petite région agricole « la Grande Sologne », vaste étendue de bois, d'étangs et de prés aux récoltes médiocres. Elle est drainée par la Bonne Heure, la Nasse, le Rantin et par divers petits cours d'eau. Avec une superficie de 5 794 ha en 2017, la commune fait partie des 12 communes les plus étendues du département.
L'occupation des sols est marquée par l'importance des espaces agricoles et naturels qui occupent la quasi-totalité du territoire communal. Plusieurs espaces naturels d'intérêt sont présents dans la commune : deux sites natura 2000, trois zones naturelles d'intérêt écologique, faunistique et floristique (ZNIEFF) et un espace naturel sensible,  En 2010, l'orientation technico-économique de l'agriculture dans la commune est la culture des céréales et des oléoprotéagineux. À l'instar du département qui a vu disparaître le quart de ses exploitations en dix ans, le nombre d'exploitations agricoles a fortement diminué, passant de 52 en 1988, à 16 en 2000, puis à 20 en 2010.
Le patrimoine architectural de la commune comprend un bâtiment porté à l'inventaire des monuments historiques : le château de Marcheval.

## Géographie

### Localisation et communes limitrophes
La commune de Millançay se trouve au sud-est du département de Loir-et-Cher, dans la petite région agricole de la Grande Sologne,. À vol d'oiseau, elle se situe à 36,9 km  de Blois, préfecture du département, à 9,7 km de Romorantin-Lanthenay, sous-préfecture,La commune fait en outre partie du bassin de vie de Romorantin-Lanthenay.
Les communes les plus proches sont : Loreux (7 km), Marcilly-en-Gault (8 km), Veilleins (8,1 km), Vernou-en-Sologne (9,1 km), Villeherviers (9,2 km), Romorantin-Lanthenay (9,7 km), Neung-sur-Beuvron (10 km), Courmemin (11,2 km)  et La Ferté-Beauharnais (12,1 km).
| Vernou-en-Sologne    | La Ferté-Beauharnais | Marcilly-en-Gault |
| Veilleins            | Millançay            | Loreux            |
| Romorantin-Lanthenay | Romorantin-Lanthenay | Villeherviers     |

### Paysages et relief
Dans le cadre de la Convention européenne du paysage, adoptée le 20 octobre 2000 et entrée en vigueur en France le 1er juillet 2006, un atlas des paysages de Loir-et-Cher a été élaboré en 2010 par le CAUE de Loir-et-Cher, en collaboration avec la DIREN Centre (devenue DREAL en 2011), partenaire financier. Les paysages du département s'organisent ainsi en huit grands ensembles et 25 unités de paysage,. La commune fait partie de l'unité de paysage de « la Grande Sologne », dans la Sologne.
À l'échelle régionale, le très important taux de boisement de la Sologne en fait une sorte de gigantesque île de verdure au cœur d'un océan de cultures, entre Beauce et Champagne Berrichonne. La Grande Sologne, localisée au sud-est, entre les vallées de la Loire et du Cher, occupe à elle seule un tiers environ du Loir-et-Cher. Elle déborde ses limites en s'étendant sur le Loiret et le Cher, rejoignant la Forêt d'Orléans au nord-est et couvrant la plus grande partie du coude de la Loire jusqu'aux portes de Bourges, au sud.
L'altitude du territoire communal varie de 90 mètres à 127 mètres,.

### Hydrographie

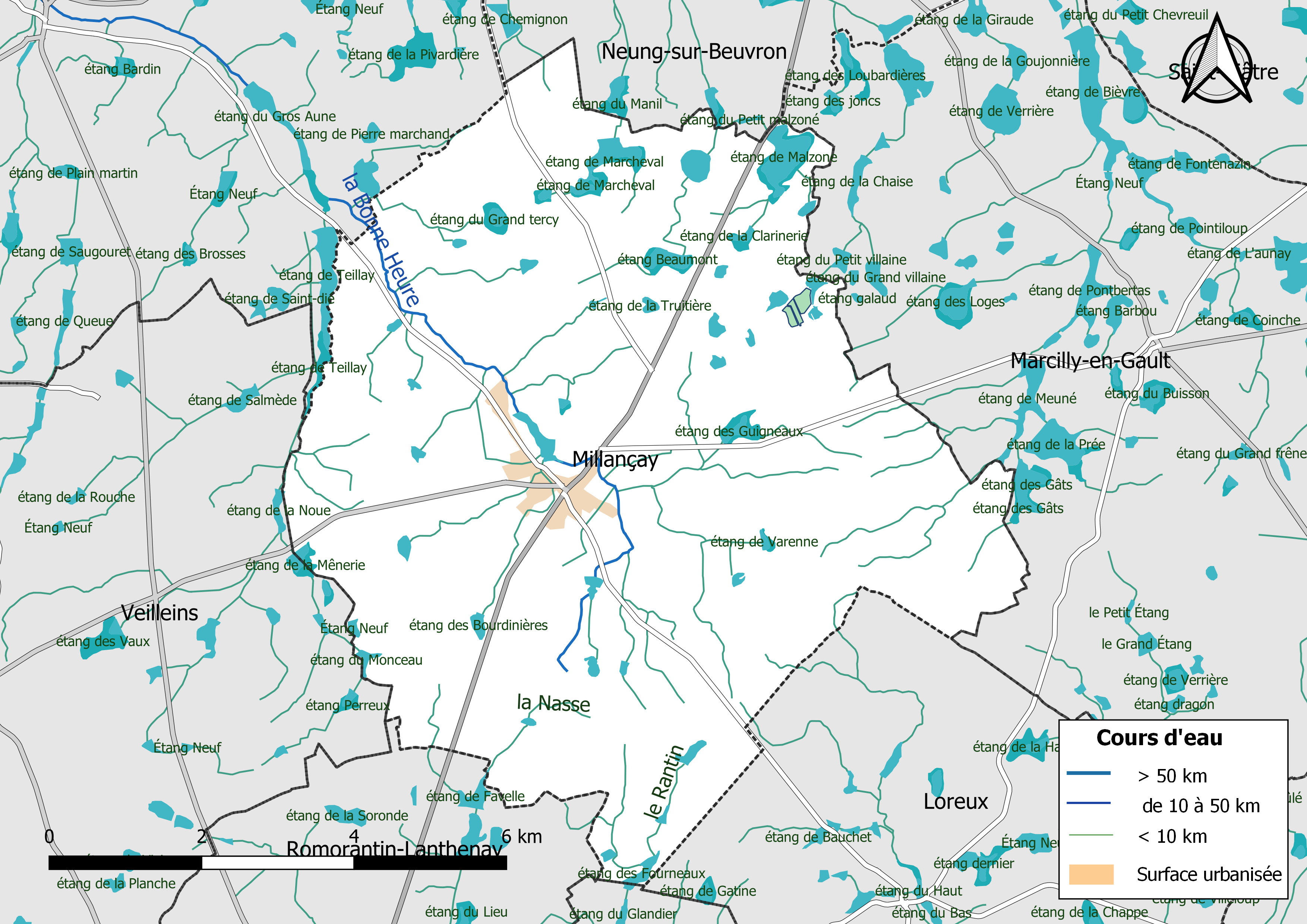
Réseau hydrographique de Millançay.

La commune est drainée par la Bonne Heure (8,41 km), la Nasse, le Rantin et par divers petits cours d'eau, constituant un réseau hydrographique de 78,3 km de longueur totale.
La Bonne Heure, d'une longueur totale de 29,6 km, prend sa source dans la commune de Millançay et se jette  dans le Beuvron à Bracieux, après avoir traversé 6 communes. 
Sur le plan piscicole, ce cours d'eau est classé en deuxième catégorie, où le peuplement piscicole dominant est constitué de poissons blancs (cyprinidés) et de carnassiers (brochet, sandre et perche).

### Climat
Pour des articles plus généraux, voir Climat du Centre-Val de Loire et Climat de Loir-et-Cher.
En 2010, le climat de la commune est de type climat océanique dégradé des plaines du Centre et du Nord, selon une étude du CNRS s'appuyant sur une série de données couvrant la période 1971-2000. En 2020, Météo-France publie une typologie des climats de la France métropolitaine dans laquelle la commune est exposée à un climat océanique altéré et est dans une zone de transition entre les régions climatiques « Moyenne vallée de la Loire » et « Centre et contreforts nord du Massif Central ».
Pour la période 1971-2000, la température annuelle moyenne est de 11,5 °C, avec une amplitude thermique annuelle de 14,9 °C. Le cumul annuel moyen de précipitations est de 678 mm, avec 10,5 jours de précipitations en janvier et 6,9 jours en juillet. Pour la période 1991-2020, la température moyenne annuelle observée sur la station météorologique de Météo-France la plus proche, « Montrieux », dans la commune de Montrieux-en-Sologne à 12 km à vol d'oiseau, est de 12,0 °C et le cumul annuel moyen de précipitations est de 672,2 mm,. Pour l'avenir, les paramètres climatiques de la commune estimés pour 2050 selon différents scénarios d'émission de gaz à effet de serre sont consultables sur un site dédié publié par Météo-France en novembre 2022.

### Milieux naturels et biodiversité

#### Sites Natura 2000
Le réseau Natura 2000 est un réseau écologique européen de sites naturels d'intérêt écologique élaboré à partir des Directives « Habitats » et « Oiseaux ». Ce réseau est constitué de Zones spéciales de conservation (ZSC) et de Zones de protection spéciale (ZPS). Dans les zones de ce réseau, les États membres s'engagent à maintenir dans un état de conservation favorable les types d'habitats et d'espèces concernés, par le biais de mesures réglementaires, administratives ou contractuelles. L'objectif est de promouvoir une gestion adaptée des habitats tout en tenant compte des exigences économiques, sociales et culturelles, ainsi que des particularités régionales et locales de chaque État membre. Les activités humaines ne sont pas interdites, dès lors que celles-ci ne remettent pas en cause significativement l'état de conservation favorable des habitats et des espèces concernés. Des parties du territoire communal sont incluses dans les sites Natura 2000 suivants : 
- une ZSC, la « Sologne », d'une superficie de 346 184 ha[25] ;
- une ZPS, les « Étangs de Sologne », d'une superficie de 29 624 ha[26].

#### Zones naturelles d'intérêt écologique, faunistique et floristique
L'inventaire des zones naturelles d'intérêt écologique, faunistique et floristique (ZNIEFF) a pour objectif de réaliser une couverture des zones les plus intéressantes sur le plan écologique, essentiellement dans la perspective d'améliorer la connaissance du patrimoine naturel national et de fournir aux différents décideurs un outil d'aide à la prise en compte de l'environnement dans l'aménagement du territoire. Le territoire communal de Millançay comprend trois ZNIEFF : 
- l'« Étang de Malzone » (69,56 ha)[28] ;
- les « Étangs de Favelle et du Bois » (21,58 ha)[29] ;
- les « Étangs de Meune, la Prée, Les Gats » (195,66 ha)[30].

#### Espaces naturels et sensibles
Dans le cadre de sa politique environnementale, le Conseil départemental labellise certains sites au patrimoine naturel remarquable, les « espaces naturels sensibles », dans le but de les préserver, les faire connaître et les valoriser. Vingt-six sites sont ainsi identifiés dans le département dont un situé sur le territoire communal : l'« Étang de Malzoné », présentant un intérêt ornithologique.

Cartes des Znieff et zones Natura 2000.
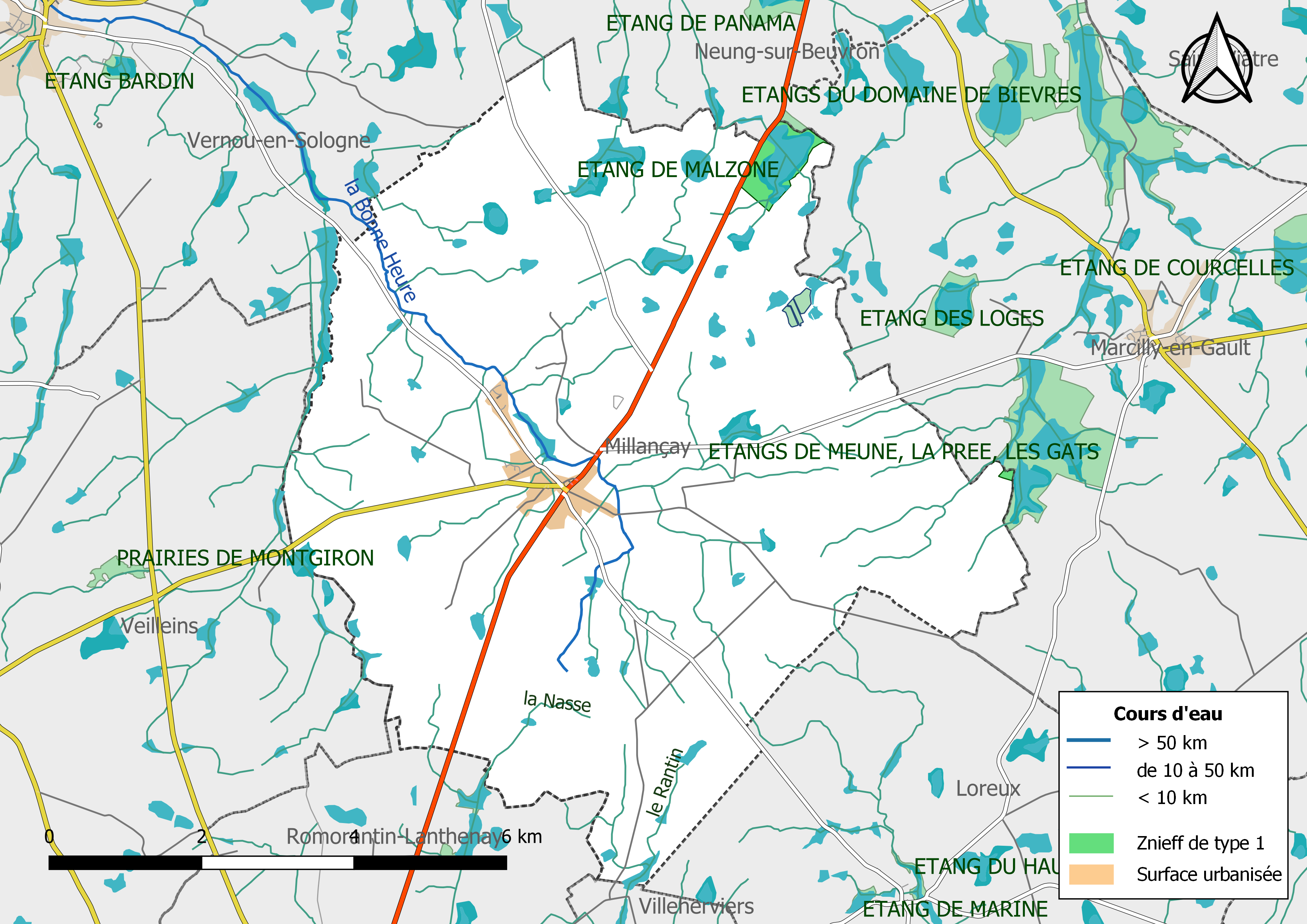
Carte des ZNIEFF de type 1 localisées dans la commune[Note 2].
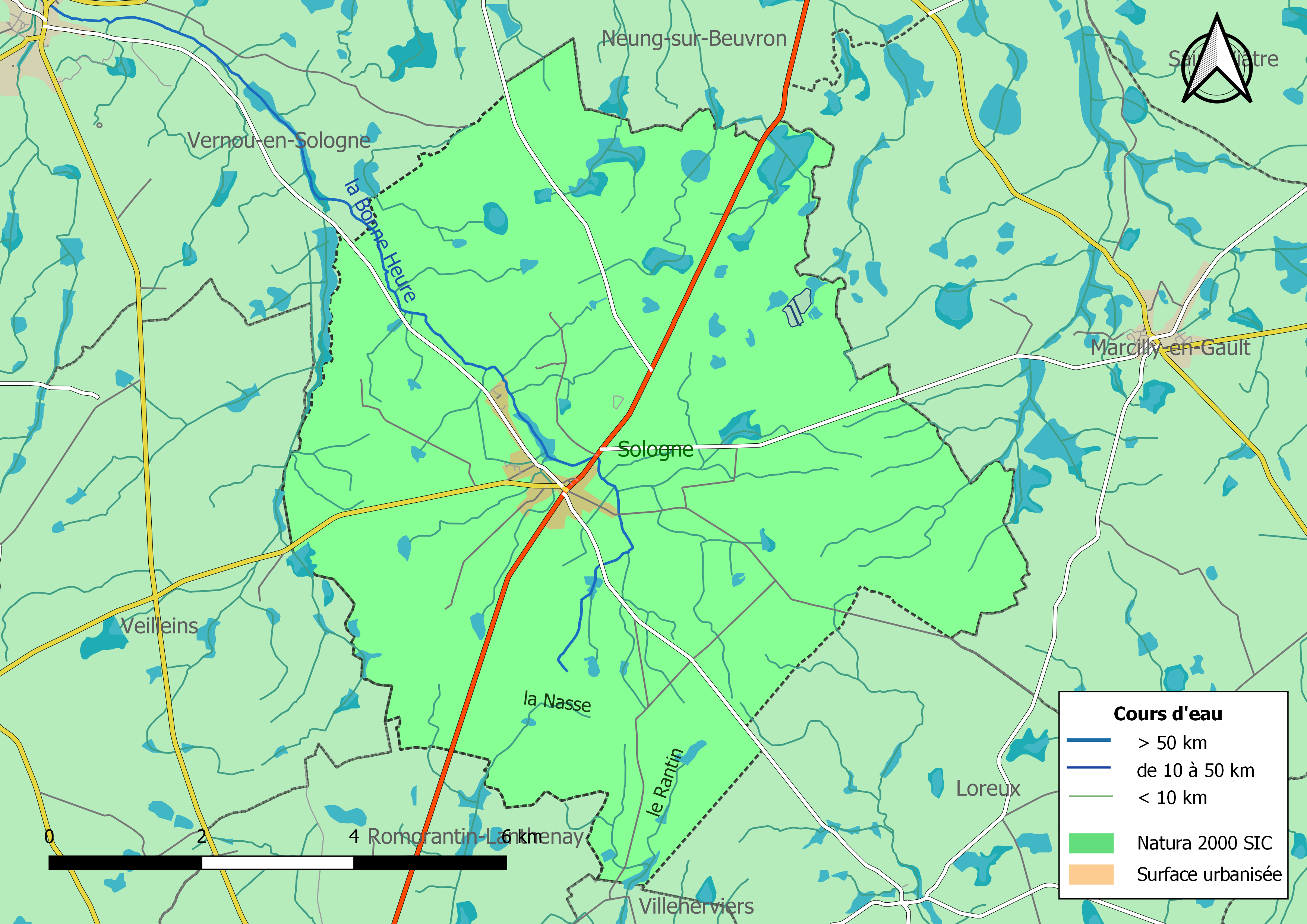
Le territoire communal est entièrement inclus dans la zone Natura 2000 « la Sologne ».
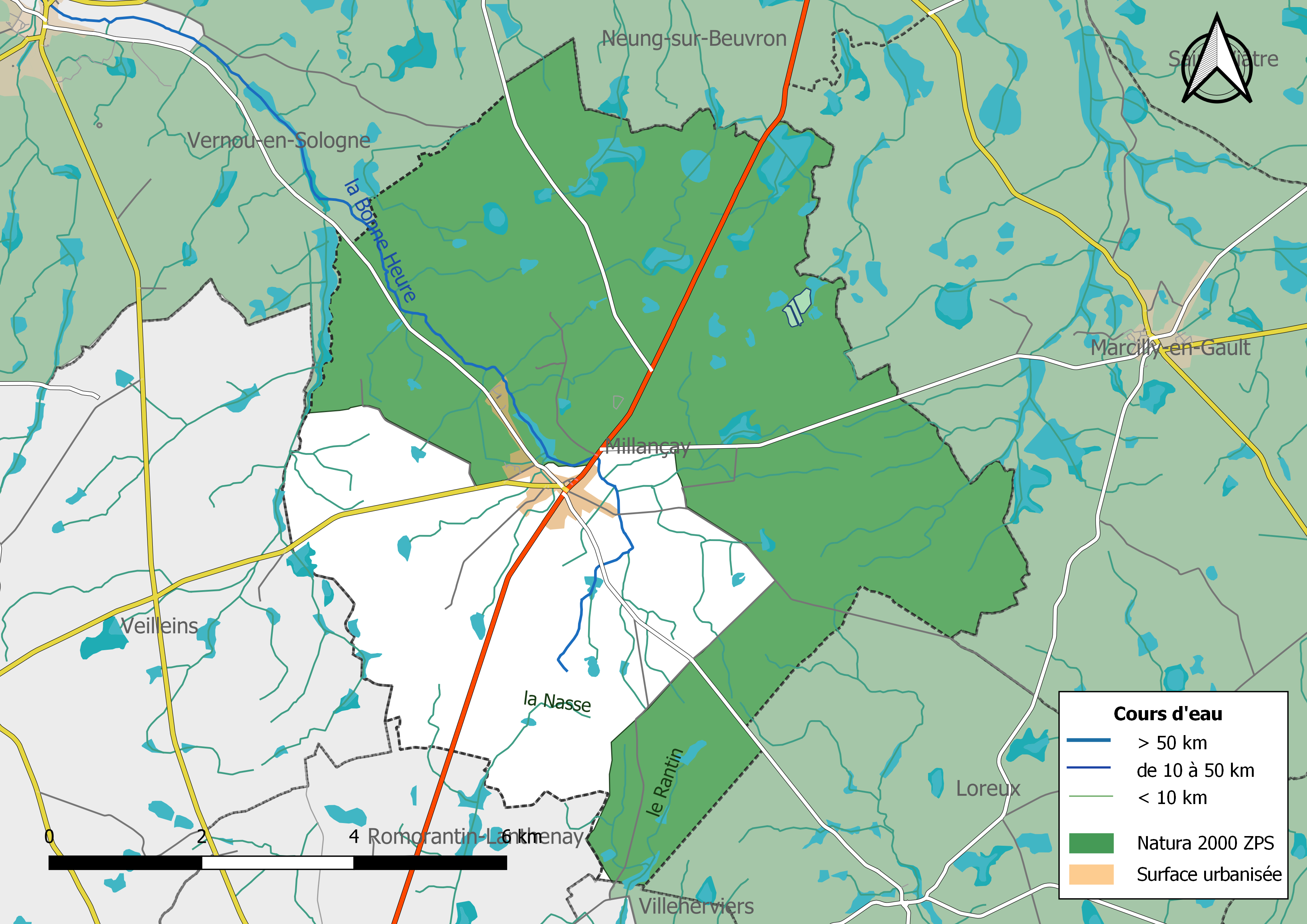
Une partie du territoire communal est incluse dans la zone Natura 2000 « les Étangs de Sologne ».

## Urbanisme

### Typologie
Au 1er janvier 2024, Millançay est catégorisée commune rurale à habitat dispersé, selon la nouvelle grille communale de densité à sept niveaux définie par l'Insee en 2022.
Elle est située hors unité urbaine. Par ailleurs la commune fait partie de l'aire d'attraction de Romorantin-Lanthenay, dont elle est une commune de la couronne,. Cette aire, qui regroupe 29 communes, est catégorisée dans les aires de moins de 50 000 habitants,.

### Occupation des sols
L'occupation des sols est marquée par l'importance des espaces agricoles et naturels (98,7 %). La répartition détaillée ressortant de la base de données européenne d'occupation biophysique des sols Corine Land Cover millésimée 2012 est la suivante : 
terres arables (14,5 %), 
cultures permanentes (0,5 %), 
zones agricoles hétérogènes (31,2 %), 

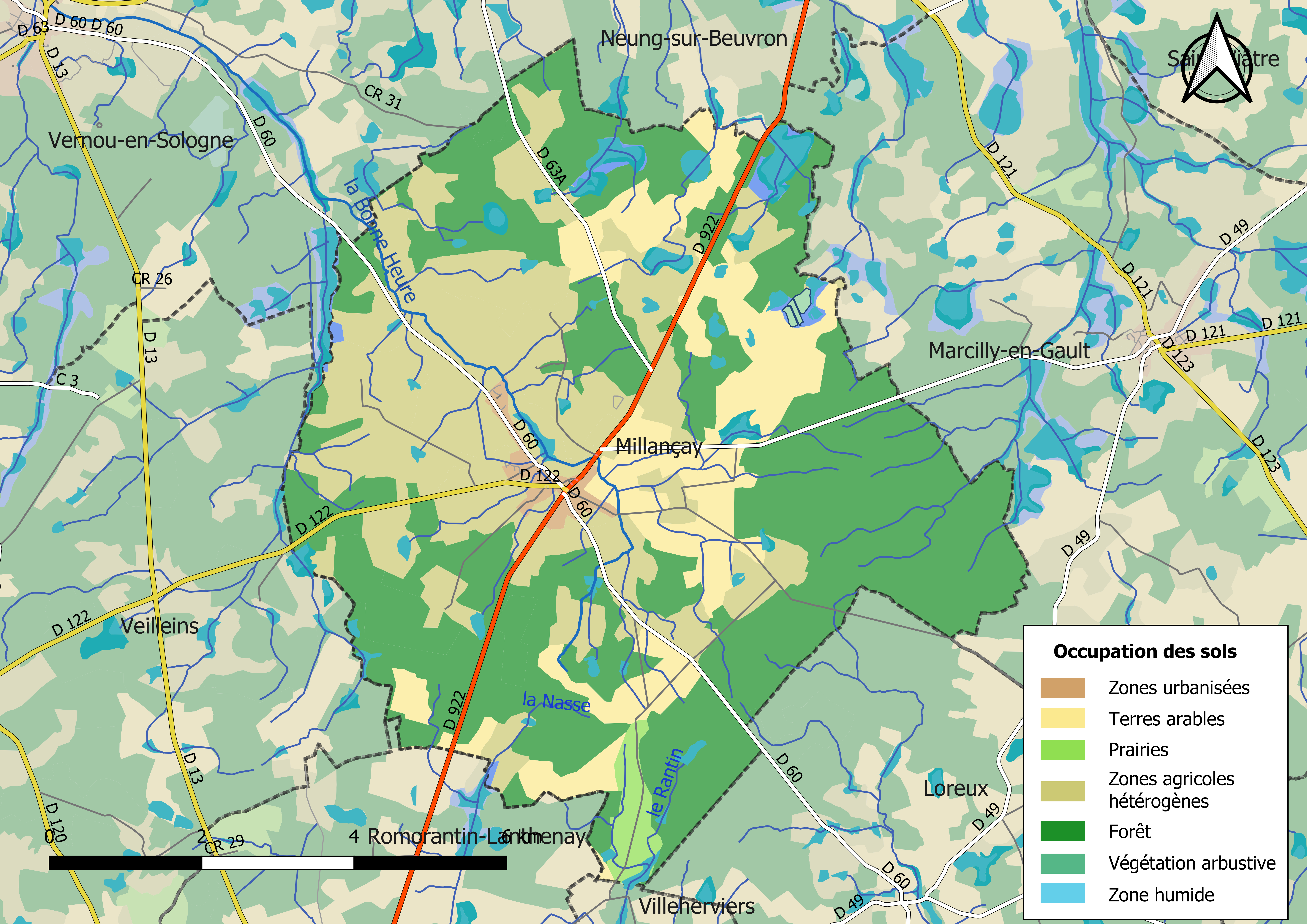
Carte des infrastructures et de l'occupation des sols de la commune en 2018 (CLC).

prairies (1,5 %), 
forêts (49,4 %), 
zones urbanisées (1,3 %), 
eaux continentales (1,8 %).

### Planification
La loi SRU du 13 décembre 2000 a incité fortement les communes à se regrouper au sein d'un établissement public, pour déterminer les partis d'aménagement de l'espace au sein d'un SCoT, un document essentiel d'orientation stratégique des politiques publiques à une grande échelle. La commune est dans le territoire du  SCOT de Grande Sologne, prescrit en juillet 2015.
En matière de planification, la commune disposait en 2017 d'un plan d'occupation des sols approuvé, un plan local d'urbanisme était en révision.

### Habitat et logement
Le tableau ci-dessous présente la typologie des logements à Millançay en 2016 en comparaison avec celle du Loir-et-Cher et de la France entière. Une caractéristique marquante du parc de logements est ainsi une proportion de résidences secondaires et logements occasionnels (15,4 %) inférieure à celle du département (18 %) mais supérieure à celle de la France entière (9,6 %). Concernant le statut d'occupation de ces logements, 76,3 % des habitants de la commune sont propriétaires de leur logement (75,8 % en 2011), contre 68,1 % pour le Loir-et-Cher et 57,6 pour la France entière.
|                                                         | Millançay | Loir-et-Cher | France entière |
| ------------------------------------------------------- | --------- | ------------ | -------------- |
| Résidences principales (en %)                           | 74,1      | 74,5         | 82,3           |
| Résidences secondaires et logements occasionnels (en %) | 15,4      | 18           | 9,6            |
| Logements vacants (en %)                                | 10,5      | 7,5          | 8,1            |

### Risques majeurs
Le territoire communal de Millançay est vulnérable à différents aléas naturels :  climatiques (hiver exceptionnel ou canicule), feux de forêts, mouvements de terrains ou sismique (sismicité très faible). 
Il est également exposé à un risque technologique :  le transport de matières dangereuses,.

#### Risques naturels
Les mouvements de terrains susceptibles de se produire dans la commune sont liés au retrait-gonflement des argiles. Le phénomène de retrait-gonflement des argiles est la conséquence d'un changement d'humidité des sols argileux. Les argiles sont capables de fixer l'eau disponible mais aussi de la perdre en se rétractant en cas de sécheresse. Ce phénomène peut provoquer des dégâts très importants sur les constructions (fissures, déformations des ouvertures) pouvant rendre inhabitables certains locaux. La carte de zonage de cet aléa peut être consultée sur le site de l'observatoire national des risques naturels Georisques.

#### Risques technologiques
Le risque de transport de marchandises dangereuses dans la commune est lié à sa traversée par une route à fort trafic. Un accident se produisant sur une telle infrastructure est en effet susceptible d'avoir des effets graves au bâti ou aux personnes jusqu'à 350 m, selon la nature du matériau transporté. Des dispositions d'urbanisme peuvent être préconisées en conséquence.

## Histoire

### Révolution française et Empire

#### Nouvelle organisation territoriale
Le décret de l'Assemblée nationale du 12 novembre 1789 décrète qu'« il y aura une municipalité dans chaque ville, bourg, paroisse ou communauté de campagne », mais ce n'est qu'avec le décret de la Convention nationale du 10 brumaire an II (31 octobre 1793) que la paroisse de Millançay devient formellement « commune de Millançay »,.
En 1790, dans le cadre de la création des départements, la municipalité est rattachée au canton de Romorentin et au district de Romorantin. Les cantons sont supprimés, en tant que découpage administratif, par une loi du 26 juin 1793, et ne conservent qu'un rôle électoral, permettant l'élection des électeurs du second degré chargés de désigner les députés,. La Constitution du 5 fructidor an III, appliquée à partir de vendémiaire an IV (1795) supprime les districts, considérés comme des rouages administratifs liés à la Terreur, mais maintient les cantons qui acquièrent dès lors plus d'importance en retrouvant une fonction administrative. Enfin, sous le Consulat, un redécoupage territorial visant à réduire le nombre de justices de paix ramène le nombre de cantons en Loir-et-Cher de 33 à 24. Millançay est alors rattachée au canton de Romorantin et à l'arrondissement de Blois par arrêté du 5 vendémiaire an X (26 septembre 1801),,. Cette organisation va rester inchangée pendant près de 150 ans.

## Politique et administration

### Découpage territorial
La commune de Millançay est membre de la communauté de communes de la Sologne des étangs, un établissement public de coopération intercommunale (EPCI) à fiscalité propre créé le 1er janvier 2001.
Elle est rattachée sur le plan administratif à l'arrondissement de Romorantin-Lanthenay, au département de Loir-et-Cher et à la région Centre-Val de Loire, en tant que circonscriptions administratives. Sur le plan électoral, elle est rattachée au canton de Romorantin-Lanthenay depuis 2015 pour l'élection des conseillers départementaux et à la deuxième circonscription de Loir-et-Cher pour les élections législatives.

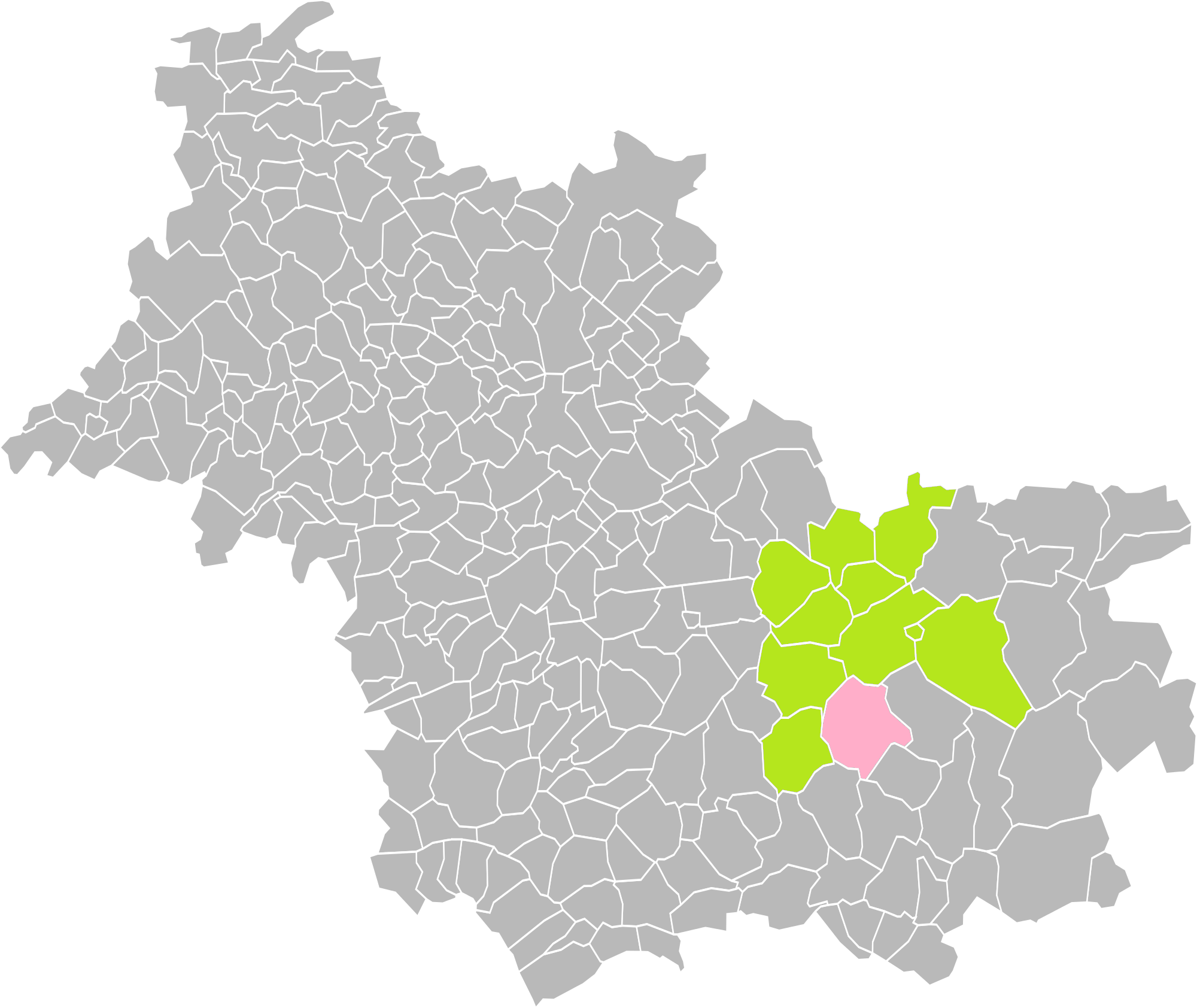
Millançay dans l'intercommunalité en 2016.
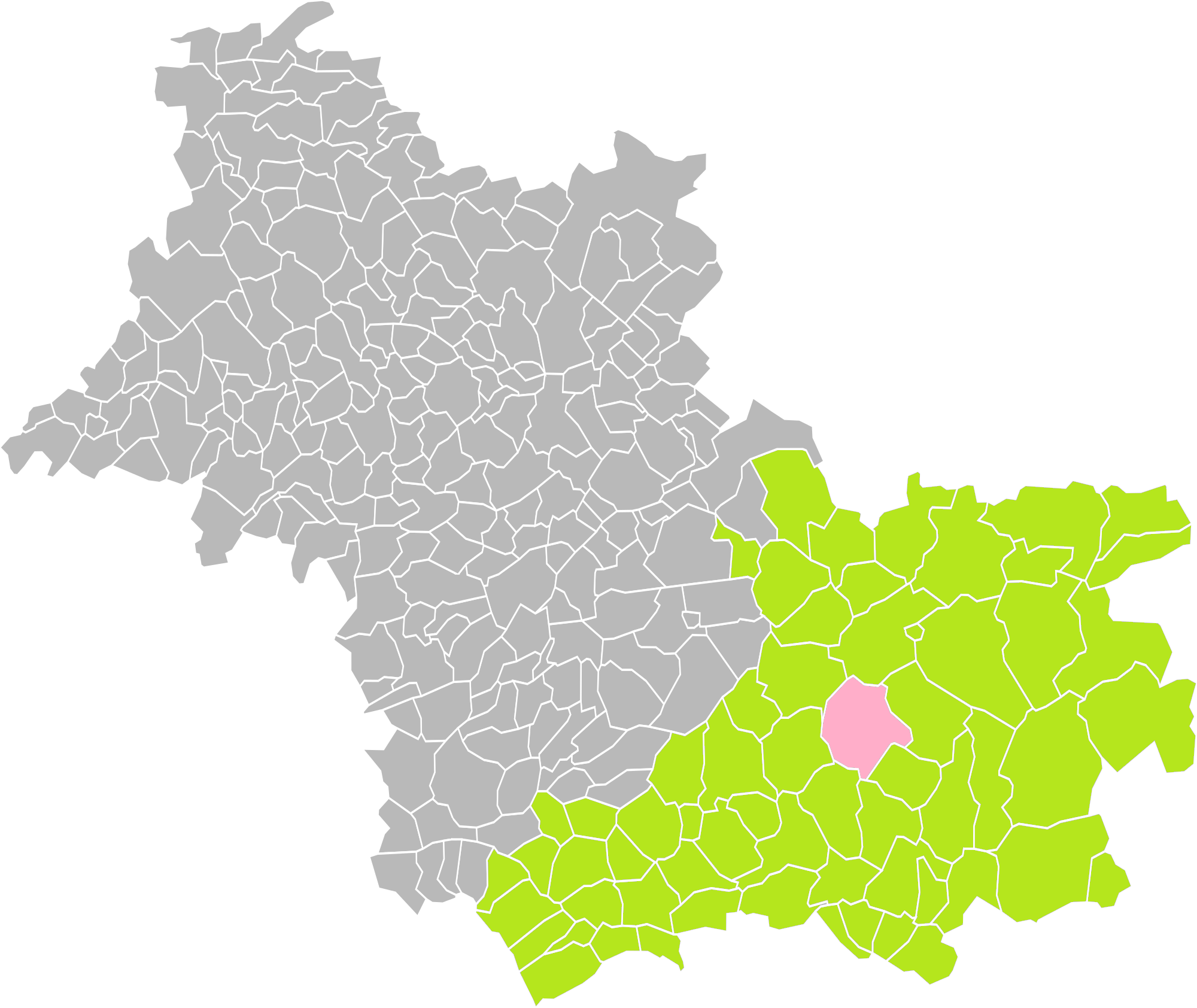
Millançay dans l'arrondissement de Romorantin-Lanthenay en 2016.
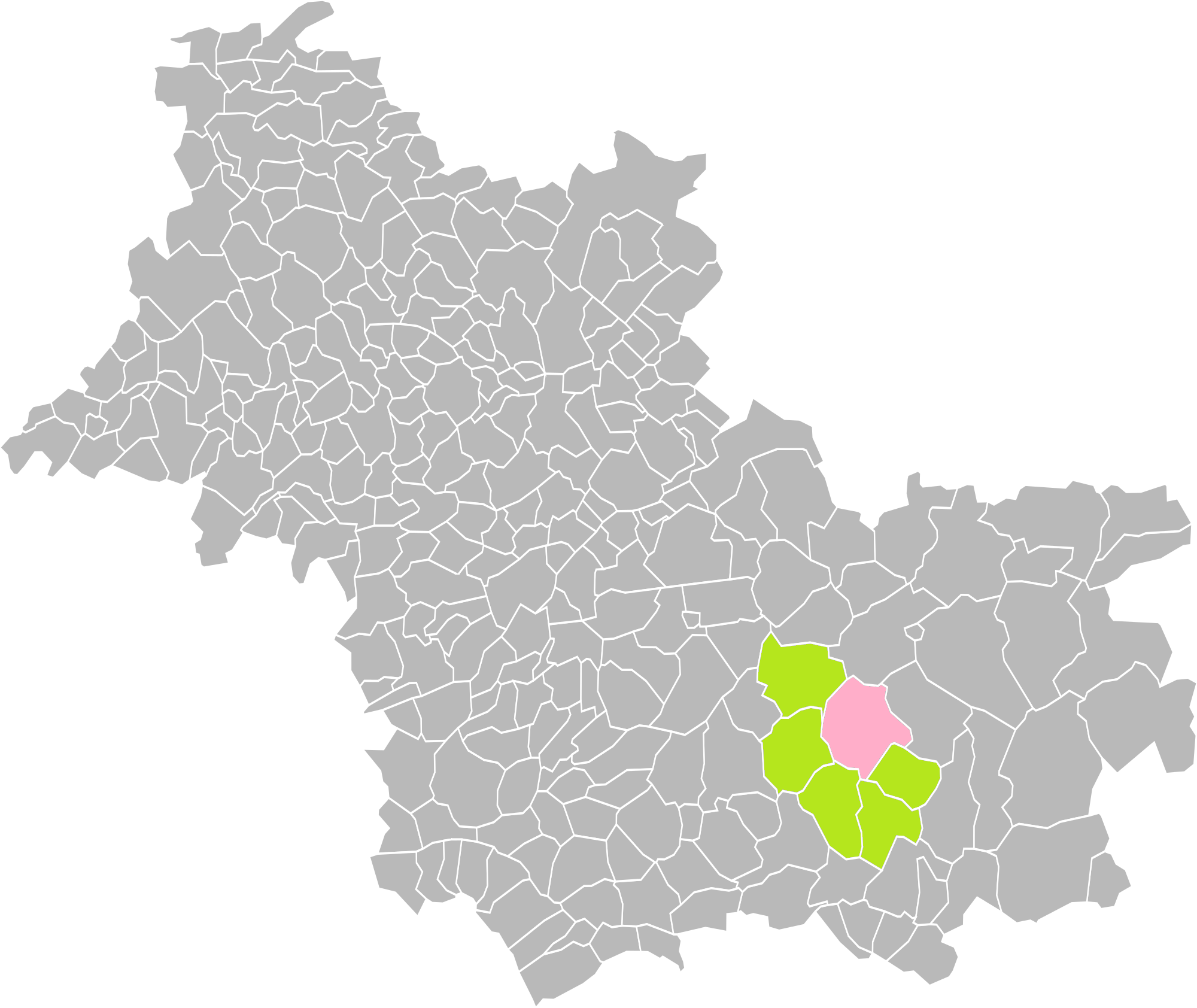
Millançay dans le canton de Romorantin-Lanthenay en 2016.

### Politique et administration municipale

#### Conseil municipal et maire
Le conseil municipal de Millançay, commune de moins de 1 000 habitants, est élu au scrutin majoritaire plurinominal avec listes ouvertes et panachage. Compte tenu de la population communale, le nombre de sièges au conseil municipal est de 15. Le maire, à la fois agent de l'État et exécutif de la commune en tant que collectivité territoriale, est élu par le conseil municipal au scrutin secret lors de la première réunion du conseil suivant les élections municipales, pour un mandat de six ans, c'est-à-dire pour la durée du mandat du conseil.
| Période                                  | Période   | Identité          | Étiquette | Qualité      |
| ---------------------------------------- | --------- | ----------------- | --------- | ------------ |
| mars 2001                                | mars 2008 | Daniel Costenoble |           |              |
| mars 2008                                | 2014      | Odette Meunier    |           |              |
| mars 2014                                | En cours  | Philippe Agulhon, | DVD       | Ancien cadre |
| Les données manquantes sont à compléter. |           |                   |           |              |

### Communes limitrophes
| Vernou-en-Sologne    | La Ferté-Beauharnais | Marcilly-en-Gault |
| Veilleins            | Millançay            | Loreux            |
| Romorantin-Lanthenay | Romorantin-Lanthenay | Villeherviers     |

## Équipements et services

### Eau et assainissement
L'organisation de la distribution de l'eau potable, de la collecte et du traitement des eaux usées et pluviales relève des communes. La compétence eau et assainissement des communes est un service public industriel et commercial (SPIC).

#### Alimentation en eau potable
Le service d'eau potable comporte trois grandes étapes : le captage, la potabilisation et la distribution d'une eau potable conforme aux normes de qualité fixées pour protéger la santé humaine. En 2019, la commune assure elle-même le service en régie.

#### Assainissement des eaux usées
En 2019, la commune de Millançay gère le service d'assainissement collectif en régie directe, c'est-à-dire avec ses propres personnels, avec le statut de entreprise privée.
Une station de traitement des eaux usées est en service au 1er janvier 2019 sur le territoire communal : 
« Les Grands Etangs », un équipement utilisant la technique de l'aération par boues activées, avec prétraitement, .Dénitrif. Bio.et déphosphatation physico-chimique, dont la capacité est de 540 EH, mis en service le 1er juin 1991.
L'assainissement non collectif (ANC) désigne les installations individuelles de traitement des eaux domestiques qui ne sont pas desservies par un réseau public de collecte des eaux usées et qui doivent en conséquence traiter elles-mêmes leurs eaux usées avant de les rejeter dans le milieu naturel. La communauté de communes de la Sologne des étangs assure pour le compte de la commune le service public d'assainissement non collectif (SPANC), qui a pour mission de vérifier la bonne exécution des travaux de réalisation et de réhabilitation, ainsi que le bon fonctionnement et l'entretien des installations.

### Sécurité, justice et secours
La sécurité de la commune est assurée par la brigade de gendarmerie de Romorantin-Lanthenay qui dépend du groupement de gendarmerie départementale de Loir-et-Cher installé à Blois.
En matière de justice, Millançay relève du conseil de prud'hommes de Blois, de la Cour d'appel d'Orléans (juridiction de Blois), de la Cour d'assises de Loir-et-Cher, du tribunal administratif de Blois, du tribunal de commerce de Blois et du tribunal judiciaire de Blois.

## Population et société

### Démographie

#### Évolution démographique
L'évolution du nombre d'habitants est connue à travers les recensements de la population effectués dans la commune depuis 1793. Pour les communes de moins de 10 000 habitants, une enquête de recensement portant sur toute la population est réalisée tous les cinq ans, les populations de référence des années intermédiaires étant quant à elles estimées par interpolation ou extrapolation. Pour la commune, le premier recensement exhaustif entrant dans le cadre du nouveau dispositif a été réalisé en 2005.

En 2022, la commune comptait 722 habitants, en évolution de −6,84 % par rapport à 2016 (Loir-et-Cher : −1,15 %, France hors Mayotte : +2,11 %).
| 1793 | 1800 | 1806 | 1821 | 1831 | 1836 | 1841 | 1846 | 1851 |
| ---- | ---- | ---- | ---- | ---- | ---- | ---- | ---- | ---- |
| 425  | 400  | 532  | 584  | 784  | 825  | 875  | 904  | 946  |

| 1856  | 1861 | 1866 | 1872 | 1876  | 1881 | 1886  | 1891  | 1896  |
| ----- | ---- | ---- | ---- | ----- | ---- | ----- | ----- | ----- |
| 1 180 | 937  | 958  | 971  | 1 013 | 999  | 1 020 | 1 050 | 1 064 |

| 1901  | 1906  | 1911  | 1921  | 1926  | 1931 | 1936  | 1946 | 1954 |
| ----- | ----- | ----- | ----- | ----- | ---- | ----- | ---- | ---- |
| 1 068 | 1 126 | 1 182 | 1 108 | 1 102 | 982  | 1 004 | 946  | 919  |

| 1962 | 1968 | 1975 | 1982 | 1990 | 1999 | 2005 | 2006 | 2010 |
| ---- | ---- | ---- | ---- | ---- | ---- | ---- | ---- | ---- |
| 856  | 743  | 606  | 669  | 629  | 667  | 755  | 759  | 744  |

| 2015 | 2020 | 2022 | - | - | - | - | - | - |
| ---- | ---- | ---- | - | - | - | - | - | - |
| 771  | 718  | 722  | - | - | - | - | - | - |

#### Pyramide des âges
La population de la commune est relativement âgée.
En 2018, le taux de personnes d'un âge inférieur à 30 ans s'élève à 25,8 %, soit en dessous de la moyenne départementale (31,3 %). À l'inverse, le taux de personnes d'âge supérieur à 60 ans est de 34,0 % la même année, alors qu'il est de 31,6 % au niveau départemental.
En 2018, la commune comptait 389 hommes pour 370 femmes, soit un taux de 51,25 % d'hommes, largement supérieur au taux départemental (48,55 %).
Les pyramides des âges de la commune et du département s'établissent comme suit.
| Hommes | Classe d’âge | Femmes |
| ------ | ------------ | ------ |
| 1,4    | 90 ou +      | 1,1    |
| 9,8    | 75-89 ans    | 8,9    |
| 24,2   | 60-74 ans    | 22,6   |
| 25,3   | 45-59 ans    | 26,9   |
| 12,2   | 30-44 ans    | 16,3   |
| 14,1   | 15-29 ans    | 10,6   |
| 13,0   | 0-14 ans     | 13,7   |

| Hommes | Classe d’âge | Femmes |
| ------ | ------------ | ------ |
| 1,1    | 90 ou +      | 2,6    |
| 9,2    | 75-89 ans    | 11,9   |
| 19,7   | 60-74 ans    | 20,4   |
| 20,7   | 45-59 ans    | 20     |
| 16,5   | 30-44 ans    | 16,2   |
| 15,2   | 15-29 ans    | 13,2   |
| 17,6   | 0-14 ans     | 15,7   |

### Enseignement

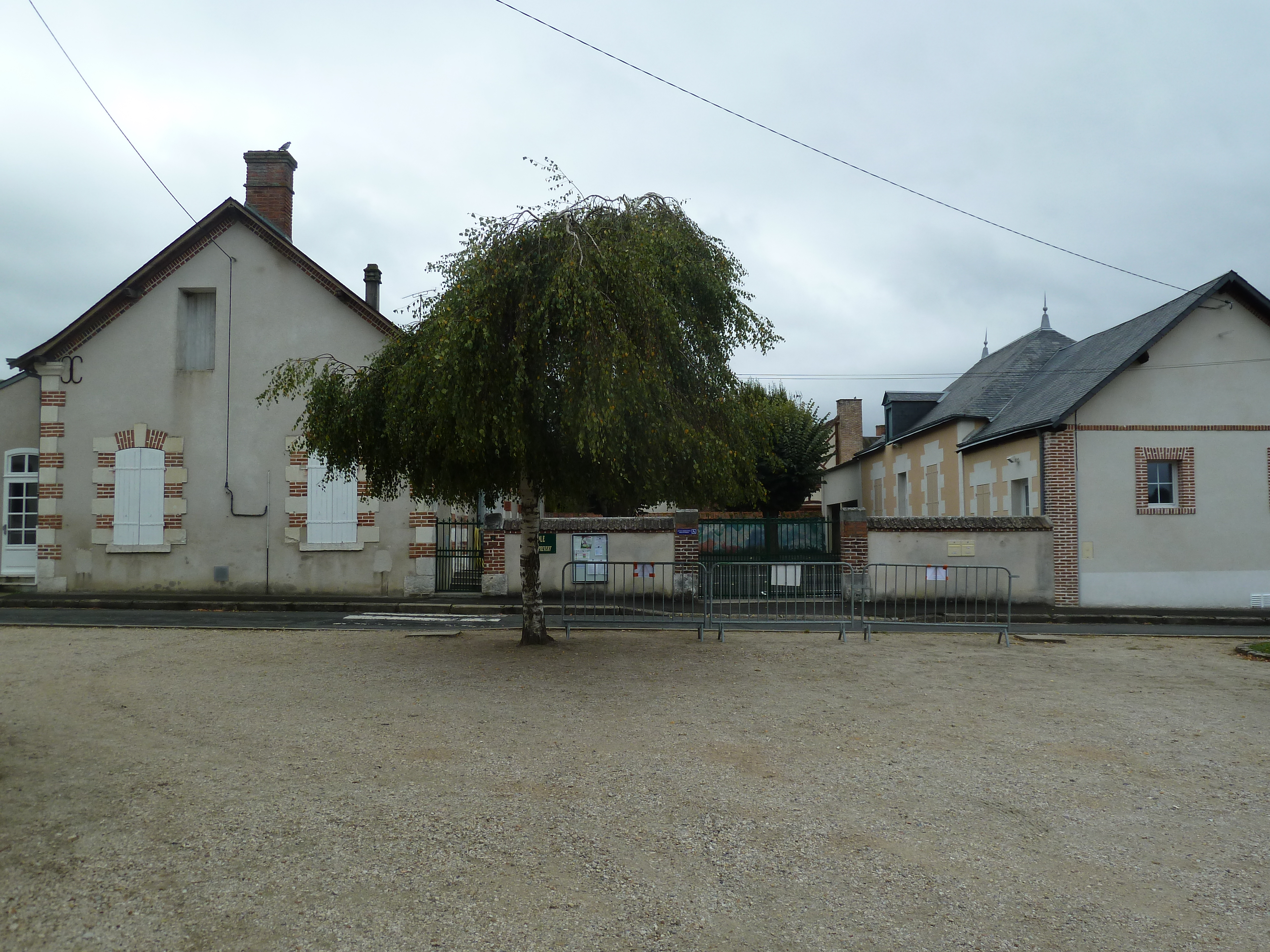
École primaire publique Jacques-Prévert.

Millançay est située dans l'académie d'Orléans-Tours. La commune dispose d'une école élémentaire publique, l'école Jacques-Prévert.

## Économie

### Secteurs d'activité
Le tableau ci-dessous détaille le nombre d'entreprises implantées à Millançay selon leur secteur d'activité et le nombre de leurs salariés :
|                                                              | total | % com (% dep) | 0 salarié | 1 à 9 salarié(s) | 10 à 19 salariés | 20 à 49 salariés | 50 salariés ou plus |
| ------------------------------------------------------------ | ----- | ------------- | --------- | ---------------- | ---------------- | ---------------- | ------------------- |
| Ensemble                                                     | 80    | 100,0 (100)   | 63        | 17               | 0                | 0                | 0                   |
| Agriculture, sylviculture et pêche                           | 17    | 21,3 (11,8)   | 10        | 7                | 0                | 0                | 0                   |
| Industrie                                                    | 4     | 5,0 (6,5)     | 2         | 2                | 0                | 0                | 0                   |
| Construction                                                 | 11    | 13,8 (10,3)   | 8         | 3                | 0                | 0                | 0                   |
| Commerce, transports, services divers                        | 38    | 47,5 (57,9)   | 36        | 2                | 0                | 0                | 0                   |
| dont commerce et réparation automobile                       | 14    | 17,5 (17,5)   | 13        | 1                | 0                | 0                | 0                   |
| Administration publique, enseignement, santé, action sociale | 10    | 12,5 (13,5)   | 7         | 3                | 0                | 0                | 0                   |
| Champ : ensemble des activités.                              |       |               |           |                  |                  |                  |                     |

Le secteur du commerce, transports et services divers est prépondérant dans la commune (38 entreprises sur 80) néanmoins le secteur agricole reste important puisqu'en proportions (21,3 %), il est plus important qu'au niveau départemental (11,8 %).
Sur les 80 entreprises implantées à Millançay en 2016, 63 ne font appel à aucun salarié et 17 comptent 1 à 9 salariés.
Au 1er juillet 2017, la commune est classée en zone de revitalisation rurale (ZRR), un dispositif visant à aider le développement des territoires ruraux principalement à travers des mesures fiscales et sociales. Des mesures spécifiques en faveur du développement économique s'y appliquent également

### Agriculture
En 2010, l'orientation technico-économique de l'agriculture dans la commune est diverses cultures (hors céréales et oléoprotéagineux, fleurs et fruits). Le département a perdu près d'un quart de ses exploitations en 10 ans, entre 2000 et 2010 (c'est le département de la région Centre-Val de Loire qui en compte le moins). Cette tendance se retrouve également au niveau de la commune où le nombre d'exploitations est passé de 45 en 1988 à 16 en 2000 puis à 20 en 2010. Parallèlement, la taille de ces exploitations augmente, passant de 34 ha en 1988 à 33 ha en 2010. 
Le tableau ci-dessous présente les principales caractéristiques des exploitations agricoles de Millançay, observées sur une période de 22 ans : 
|                                      | 1988                 | 2000                 | 2010                 |
| Dimension économique                 | Dimension économique | Dimension économique | Dimension économique |
| ------------------------------------ | -------------------- | -------------------- | -------------------- |
| Nombre d'exploitations (u)           | 45                   | 16                   | 20                   |
| Travail (UTA)                        | 52                   | 31                   | 35                   |
| Surface agricole utilisée (ha)       | 1 524                | 701                  | 663                  |
| Cultures                             |                      |                      |                      |
| Terres labourables (ha)              | 1 334                | 655                  | 538                  |
| Céréales (ha)                        | 675                  | 345                  | 366                  |
| dont blé tendre (ha)                 | 41                   | s                    | s                    |
| dont maïs-grain et maïs-semence (ha) | 257                  | 177                  | 129                  |
| Tournesol (ha)                       | 35                   | s                    |                      |
| Colza et navette (ha)                | s                    |                      |                      |
| Élevage                              |                      |                      |                      |
| Cheptel (UGBTA)                      | 876                  | 307                  | 199                  |

.

#### Produits labellisés

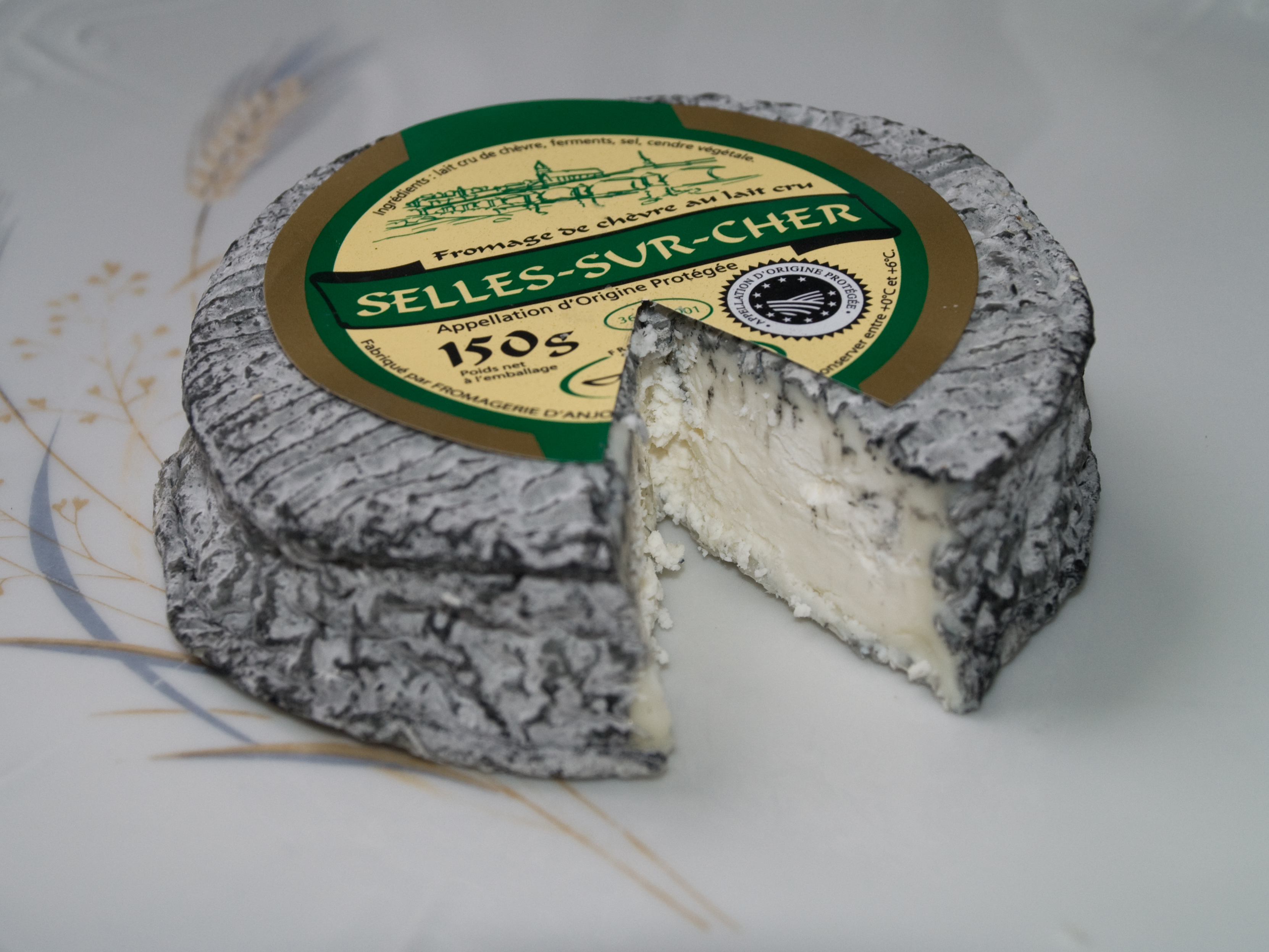
Selles-sur-cher.

La commune de Millançay est située dans l'aire de l'appellation d'origine protégée (AOP) d'un produit : un fromage (le Selles-sur-cher).
Le territoire de la commune est également intégré aux aires de productions de divers produits bénéficiant d'une indication géographique protégée (IGP) : le vin Val-de-loire et les volailles de l’Orléanais,.

## Culture et patrimoine

### Lieux et monuments
- Château de Marcheval.
- Château de Villechenay : Construit au XVIe siècle, il remplaça un simple élément de la vicomté de Millançay daté du XVe siècle[88].
- Le monument aux morts inauguré le 16 novembre 1924[89]
- Le colombier (aussi appelé « la tour du Bois-Fleuri» :  Construit probablement du XVIIe siècle, il reste l’un des seuls encore existants dans notre région. Il a conservé toute sa stature caractéristique et sa silhouette qui se détache bien dans le paysage du bourg bien qu'il a été transformé en habitation au XIXe siècle[88].
- Église Saint-Aignan de Millançay. L'édifice actuel a été construit en 1885[90] à la place dite de la Madeleine[91]. La nef aurait été construite au XIIe siècle en mémoire d'Aignan d'Orléans. Le chœur au XIVe siècle et le portail au XVIe siècle. Les parties remaniées en 1885 sont la partie supérieure des murs arasée, la toiture qui a été refaite, la tour clocher qui a été détruite en 1840 et contrefort refait avec des marchés d'escalier en vis[92]. Les matériaux de construction sont le silex, de l'enduit, du moellon et des tuiles plates. Elle a une typologie de plan allongé[92]. La dernière restauration en date de 2022 a été financée par des dons[93]

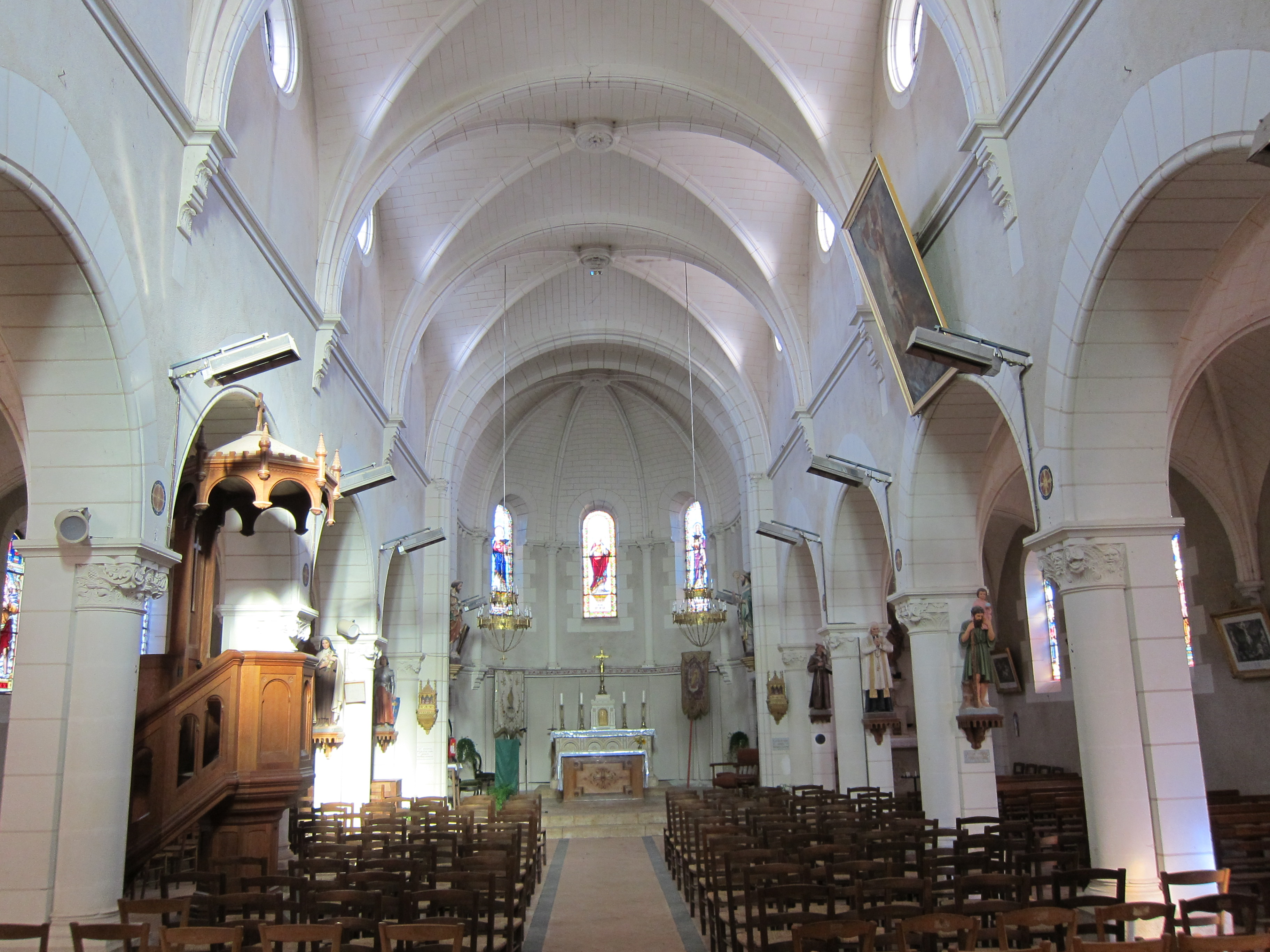
Nef de style gothique : allée centrale.
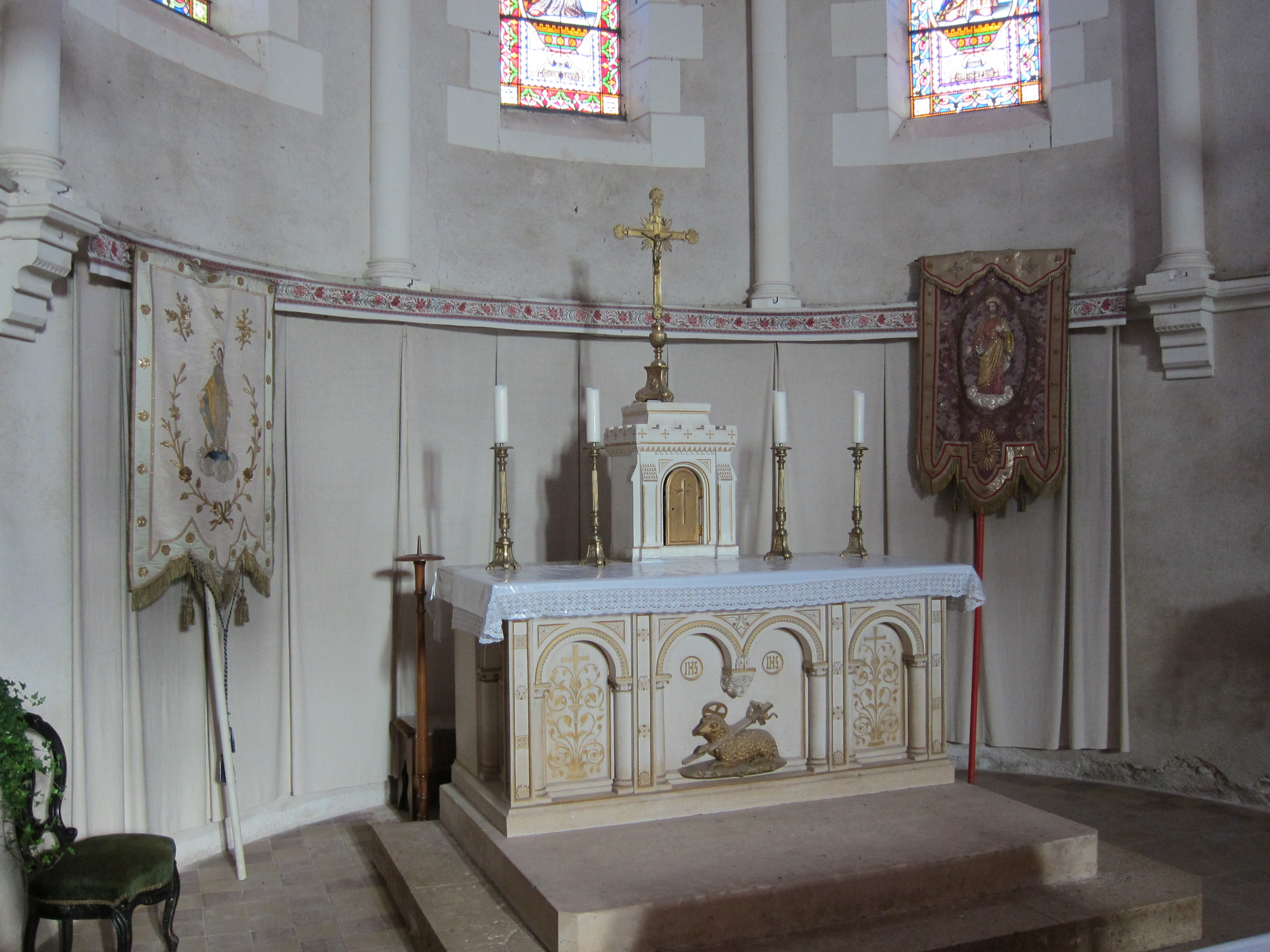
Autel, tabernacle et bannières.
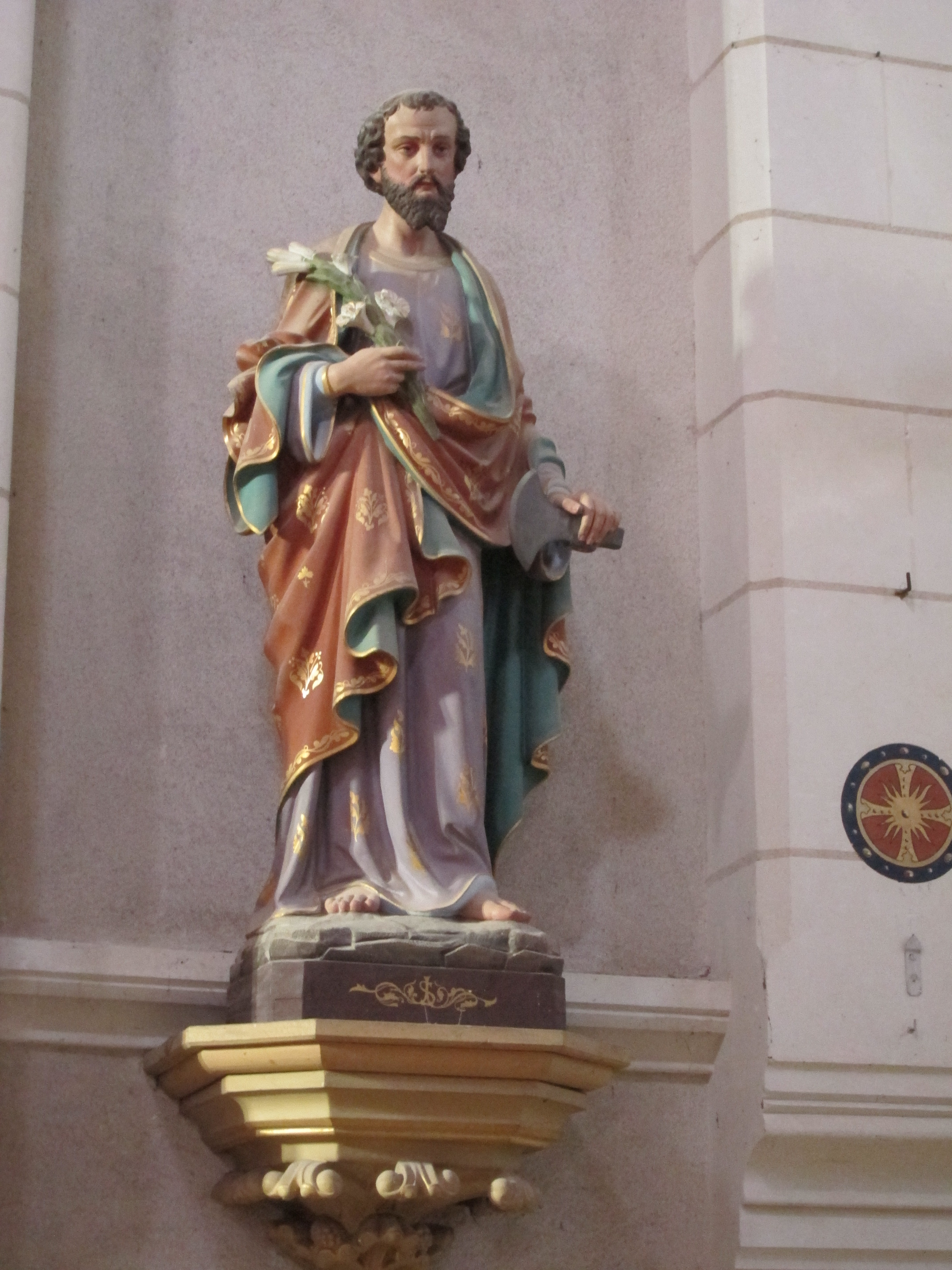
Statue de saint Joseph le patron des travailleurs.
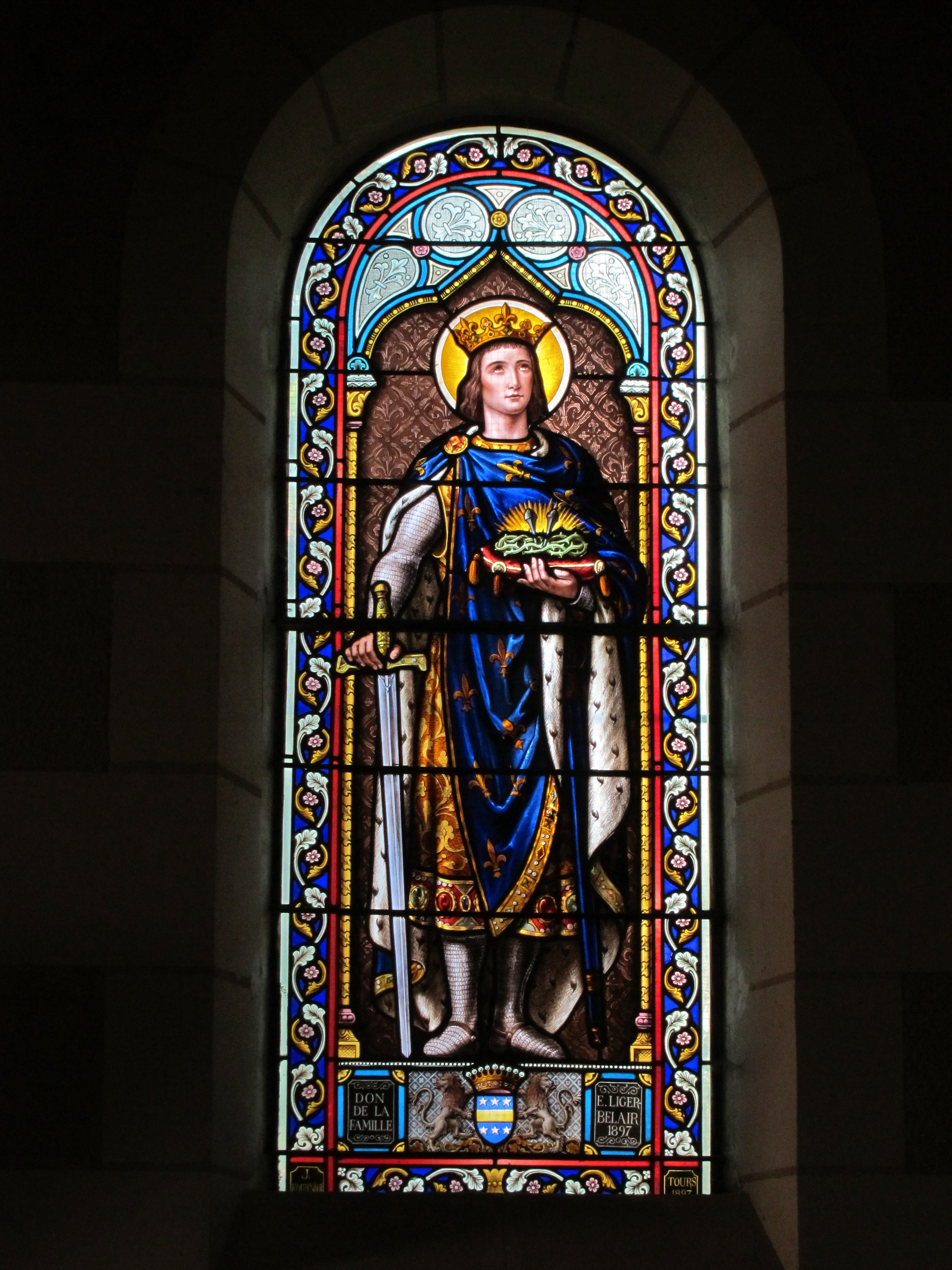
Vitrail de saint Louis et les reliques de la vraie Croix, trésor de la Sainte Chapelle.
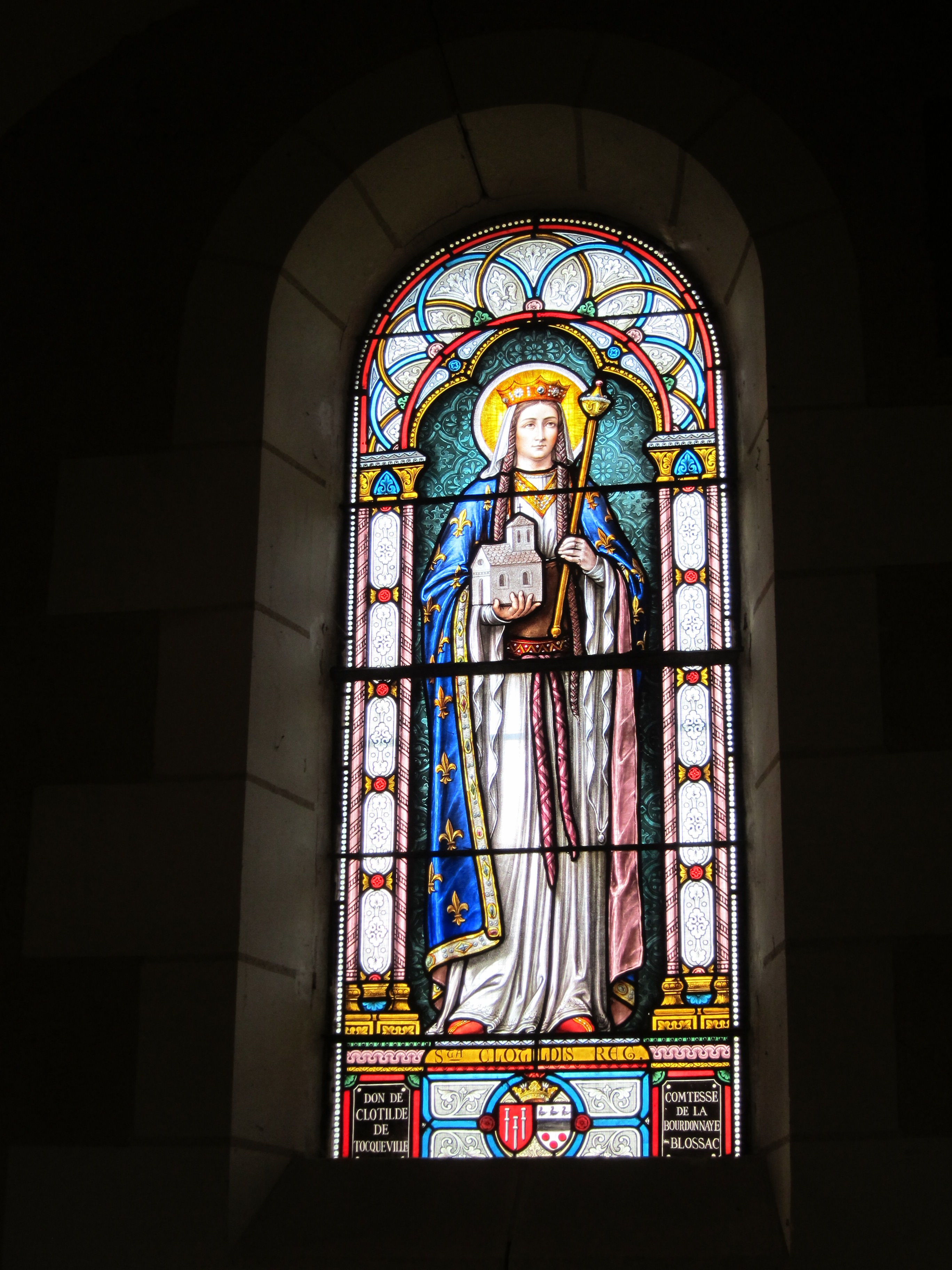
Vitrail de sainte Clothilde, Reine de France, épouse de Clovis, fondatrice d'abbayes.
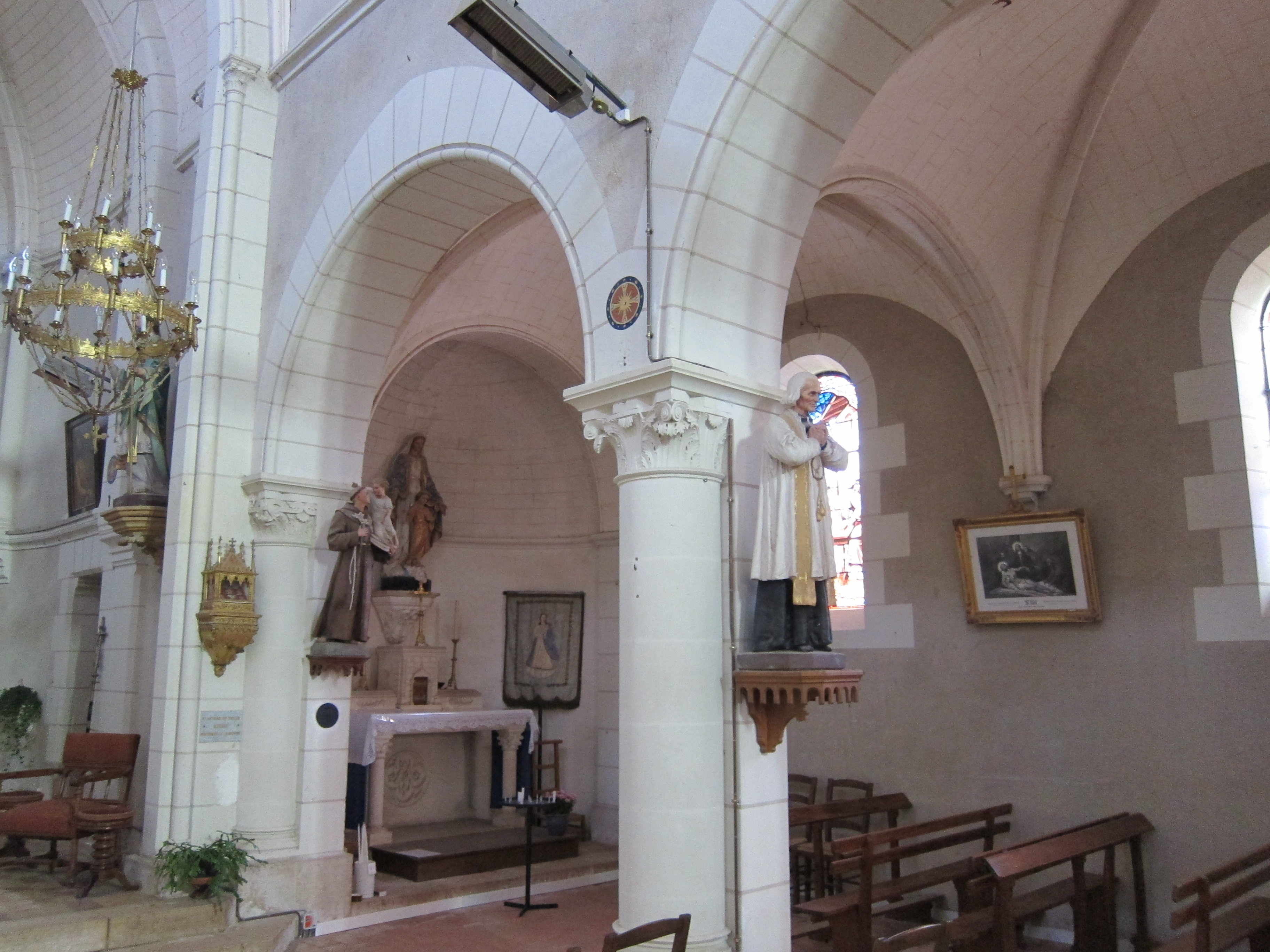
Statue de l'abbé Jean-Marie Vianney, curé d'Ars.
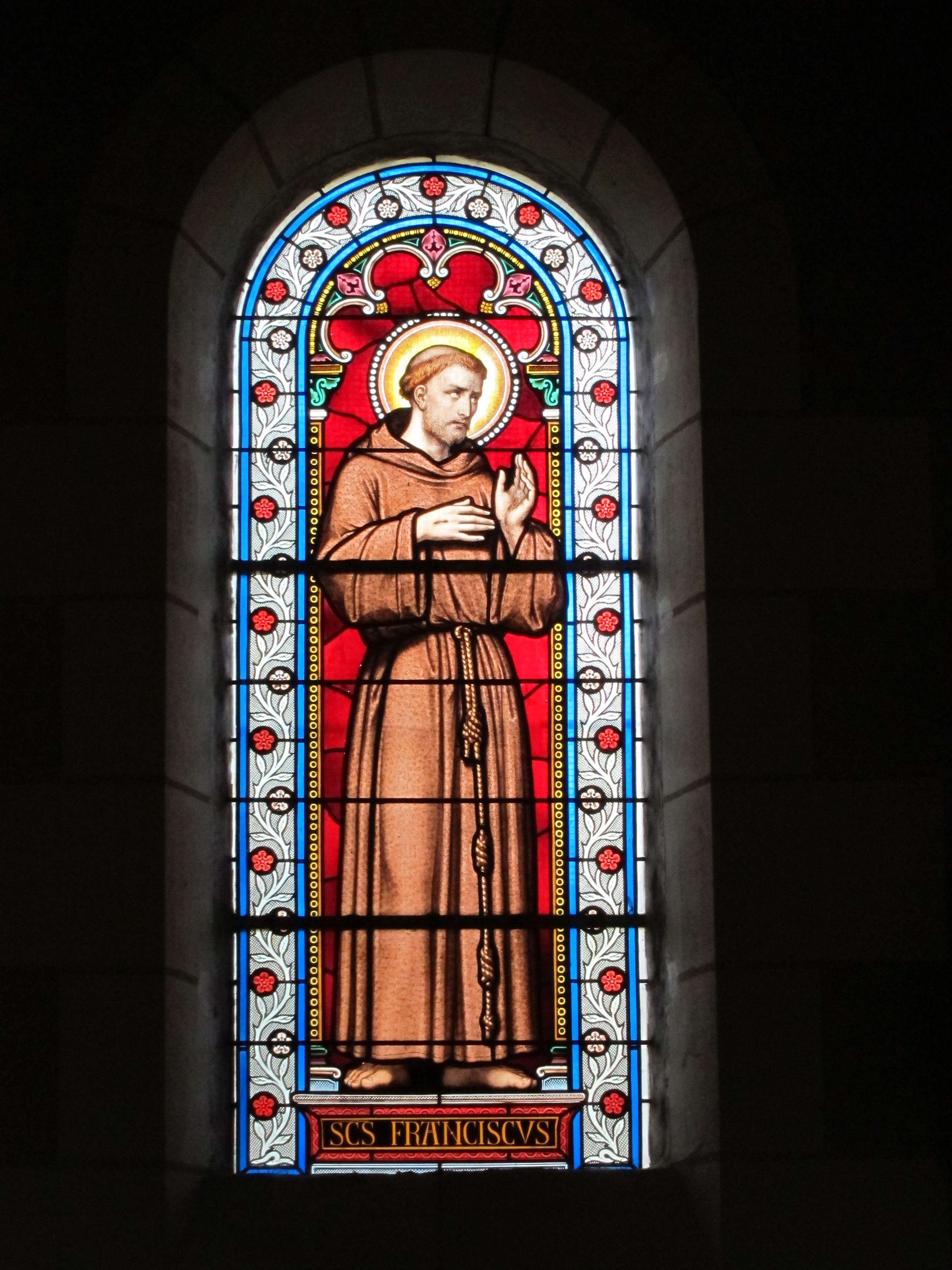
Vitrail de saint François d'Assise.
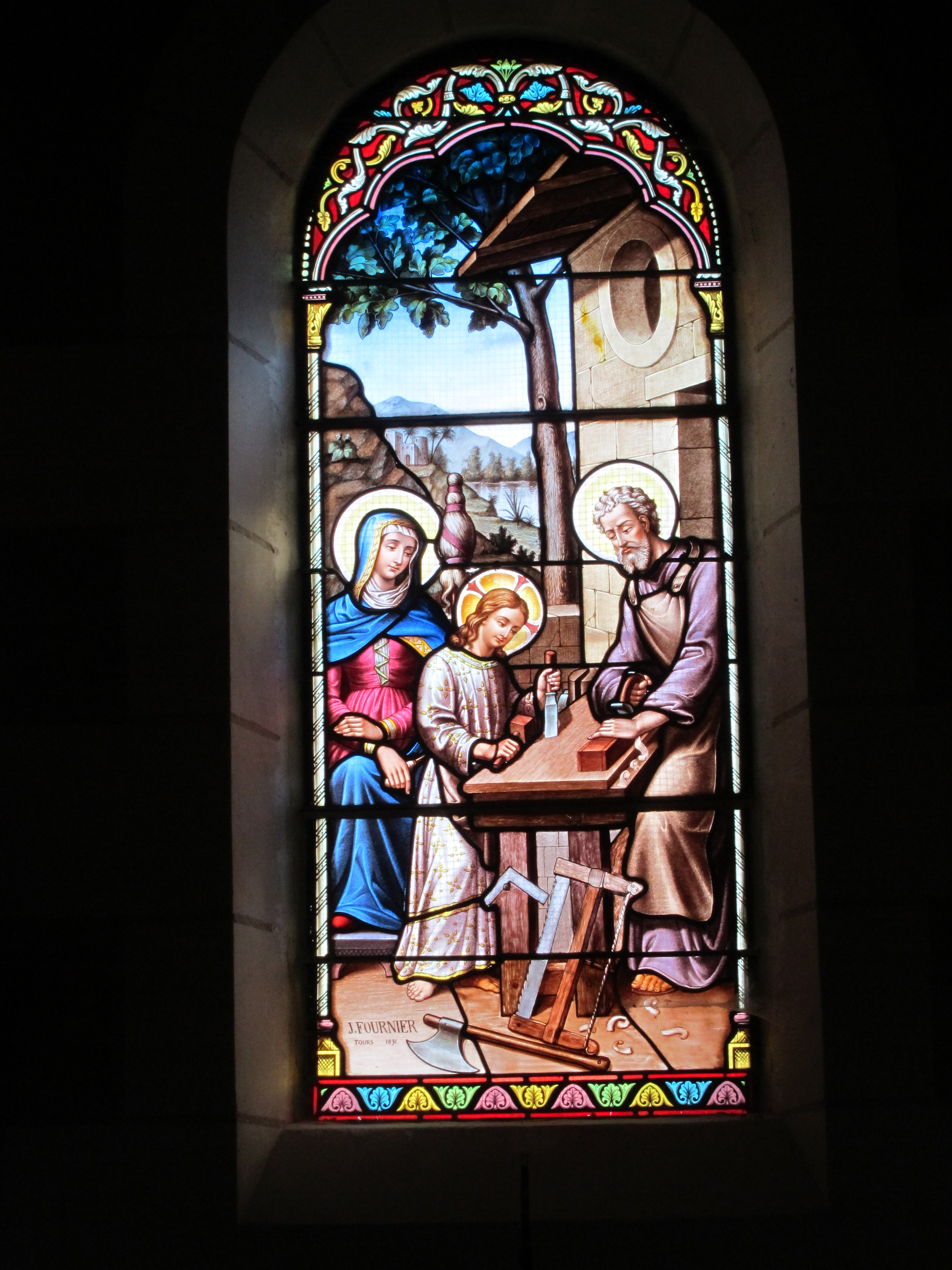
Vitrail de la Sainte Famille.
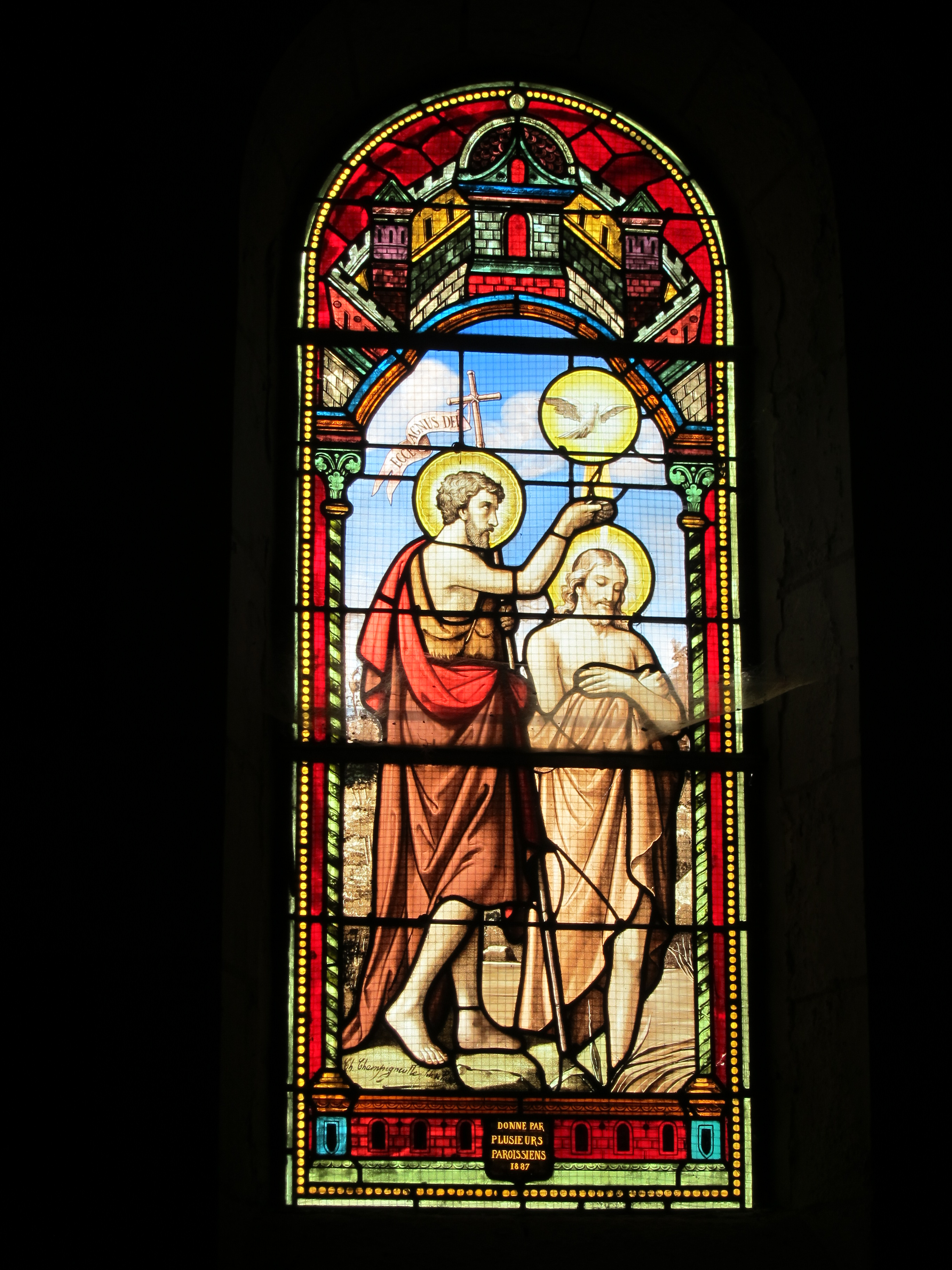
Vitrail du baptême de Jésus par saint Jean-Baptiste par Ch. Champigneulle en 1887.
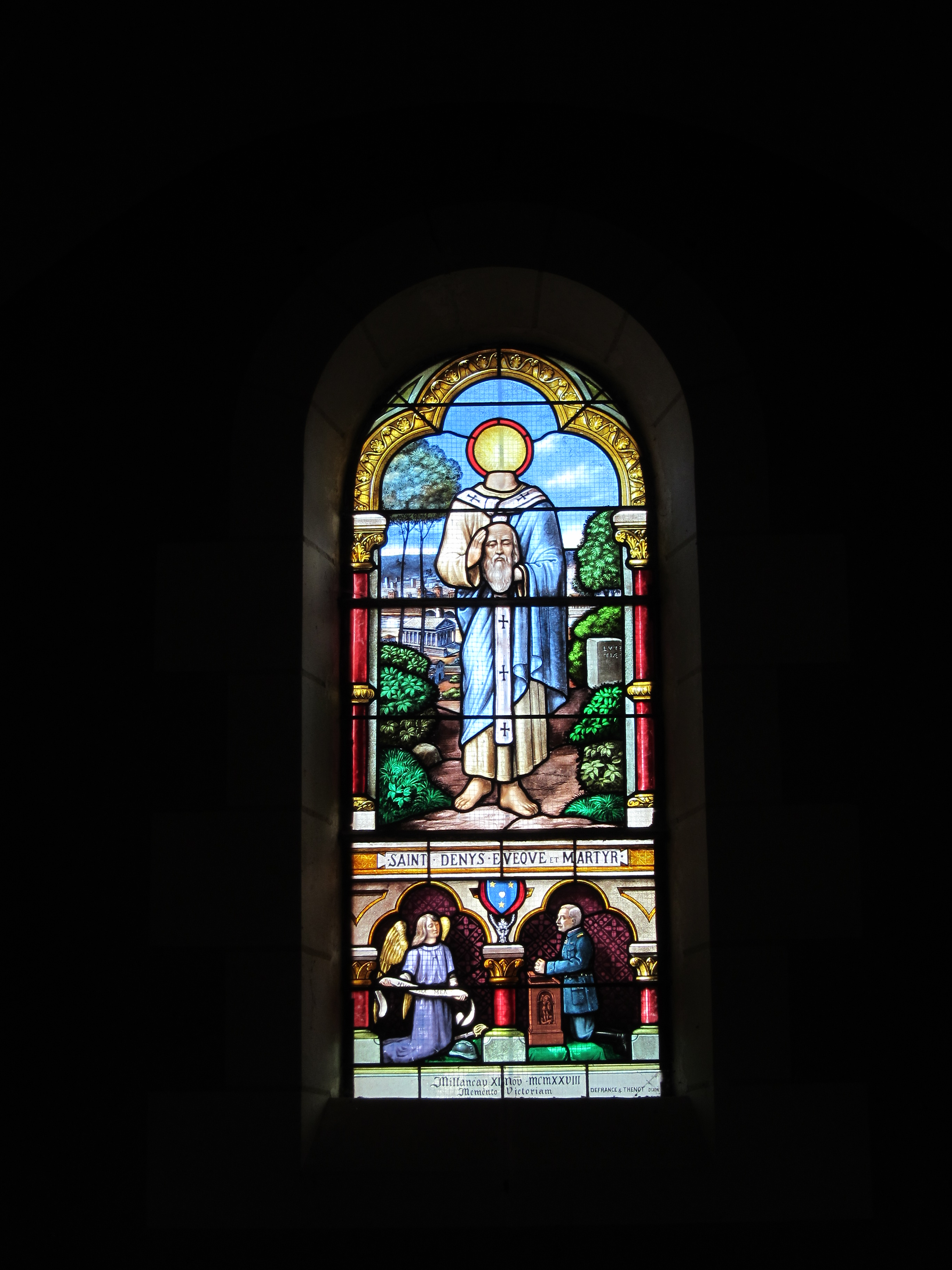
Vitrail de saint Denis, évêque, martyr décapité.

### Personnalités liées à la commune
- Maxime Bonnet, dirigeant de l'entreprise informatique Bull, où il est inhumé aux côtés de sa femme et de sa fille.
- Philippe Desbrosses, l'un des pionniers de l'agriculture biologique.
- Jean-Michel Voge, photographe.